# Folies
Folies é uma comuna francesa na região administrativa de Altos da França, no departamento de Somme. Estende-se por uma área de 5.63 km². Em 2010 a comuna tinha 150 habitantes (densidade: 26,6 hab./km²).